# ميغيل أوقستو برنس
ميغيل أوقستو برنس (بالإسبانية: Miguel Augusto Prince) هو لاعب كرة قدم ومدرب كرة قدم كولومبي، ولد في 30 يوليو 1957 في أوكانيا، نورتي دي سانتاندير ‏ في كولومبيا. شارك مع منتخب كولومبيا لكرة القدم. أما مع النوادي، فقد لعب مع أتليتيكو بوكارامانغا وأمريكا دي كالي ونادي ميلوناريوس.

## وصلات خارجية
- ميغيل أوقستو برنس على موقع الاتحاد الدولي (مؤرشف)  (الإنجليزية)
- ميغيل أوقستو برنس على موقع قاعدة بيانات كرة القدم.إي يو (الإنجليزية)
- ميغيل أوقستو برنس على موقع ناشيونال فوتبول تيمز (الإنجليزية)